# Conservazione e restauro di oggetti in vetro

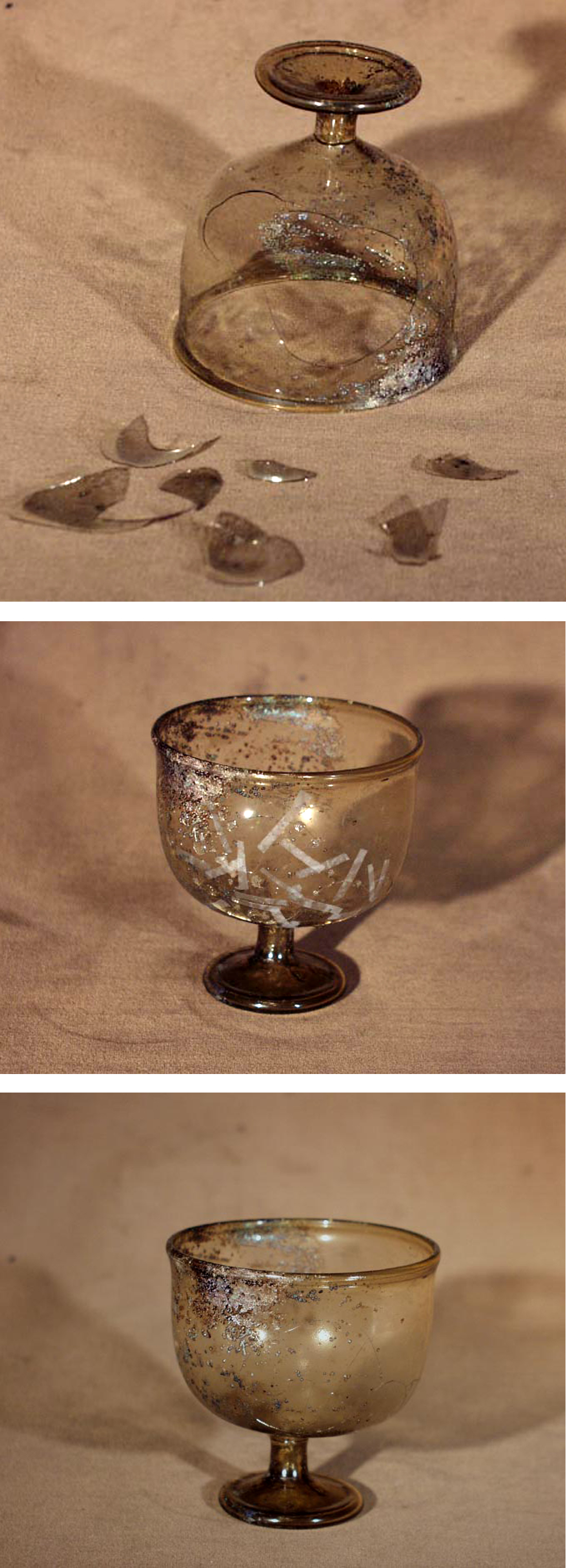
Vetro marrone romano durante e dopo la conservazione-restauro.

La conservazione e il restauro degli oggetti in vetro sono un aspetto della conservazione e del restauro del patrimonio culturale. La natura e la composizione variabile del materiale, nonché la varietà dei tipi di oggetti che ne derivano, richiedono alcune tecniche specializzate. Il conservatore deve essere consapevole degli "agenti di deterioramento" che presentano rischi particolari per gli oggetti in vetro e di come prevenirne o contrastarne gli effetti. L'istruzione e la formazione pertinenti sono disponibili in alcuni paesi attraverso musei, istituti di conservazione e università.

## La pratica della conservazione-restauro
Il restauro conservativo è la pratica di pulire e scoprire lo stato originale di un oggetto, indagando sui trattamenti adeguati e applicando tali trattamenti per riportare l'oggetto al suo stato originale senza alterarlo in modo permanente, e quindi preservare l'oggetto per prevenire ulteriore deterioramento per generazioni a venire (Caple, p. 5-6). Può coinvolgere molte persone diverse con background diversi per valutare e trattare adeguatamente un oggetto, come curatori di musei, conservatori, scienziati e storici. Il Metropolitan Museum of Art conclude che "conservatori e scienziati esaminano gli oggetti nelle collezioni del Museo e quelli considerati per l'acquisizione per determinarne i metodi di fabbricazione e le composizioni chimiche, così come qualsiasi danno o deterioramento che potrebbero aver subito... i conservatori possono quindi eseguire trattamenti, come la pulizia, la riparazione e il restauro. Raccomandano inoltre condizioni adeguate per la conservazione, l'esposizione e il trasporto degli oggetti" (Pilosi e Wypyski, p. 66). I conservatori-restauratori possono essere trovati nei musei, negli istituti privati a noleggio, nelle associazioni di conservazione e nelle organizzazioni governative o statali. Non trattano solo oggetti in vetro, ma anche opere d'arte, metalli, ceramica, legno e vari altri materiali che necessitano di conservazione.

## Metodi storici di pulizia del vetro

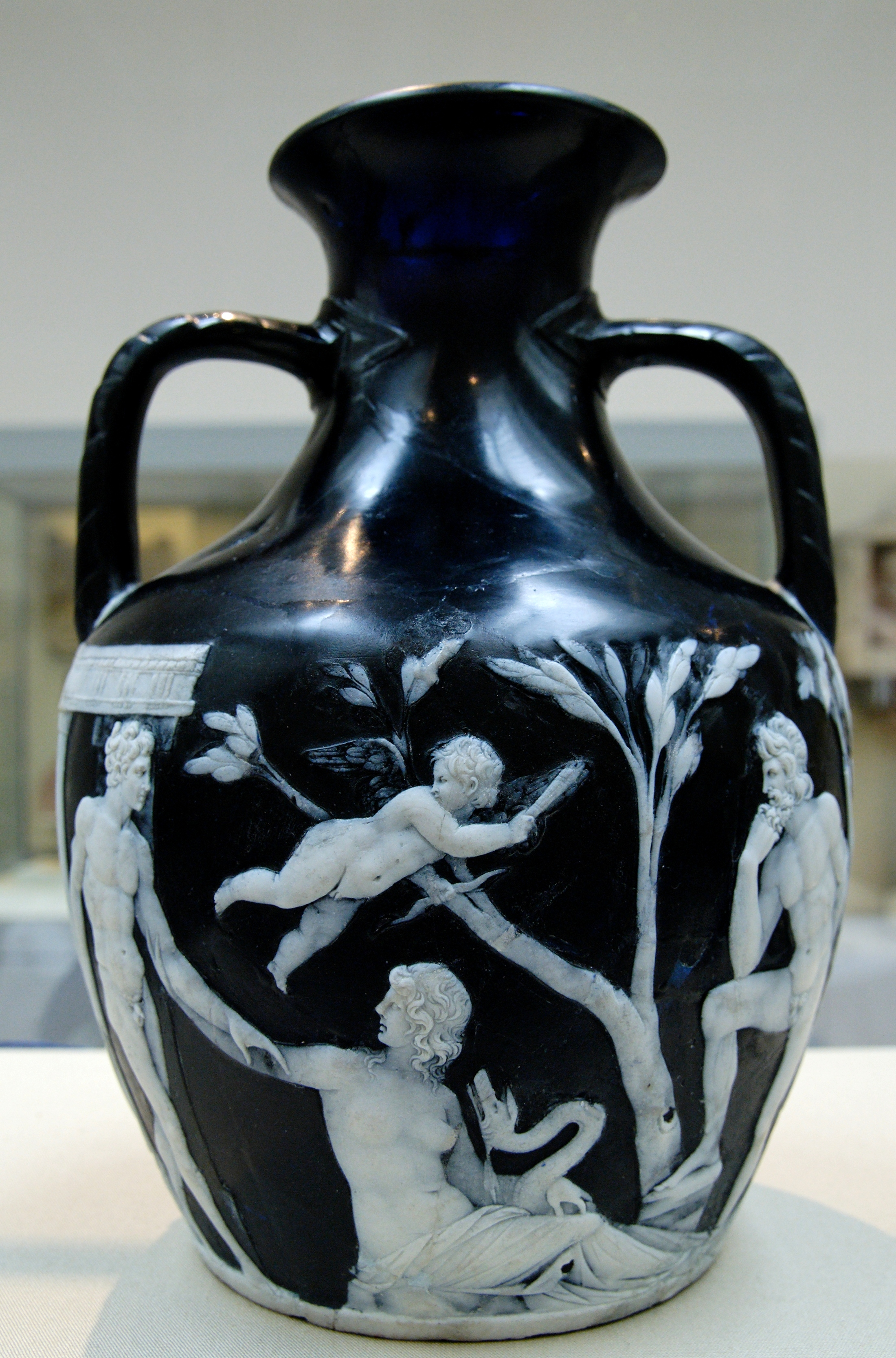
Vaso Portland, British Museum, restaurato da Nigel Williams.

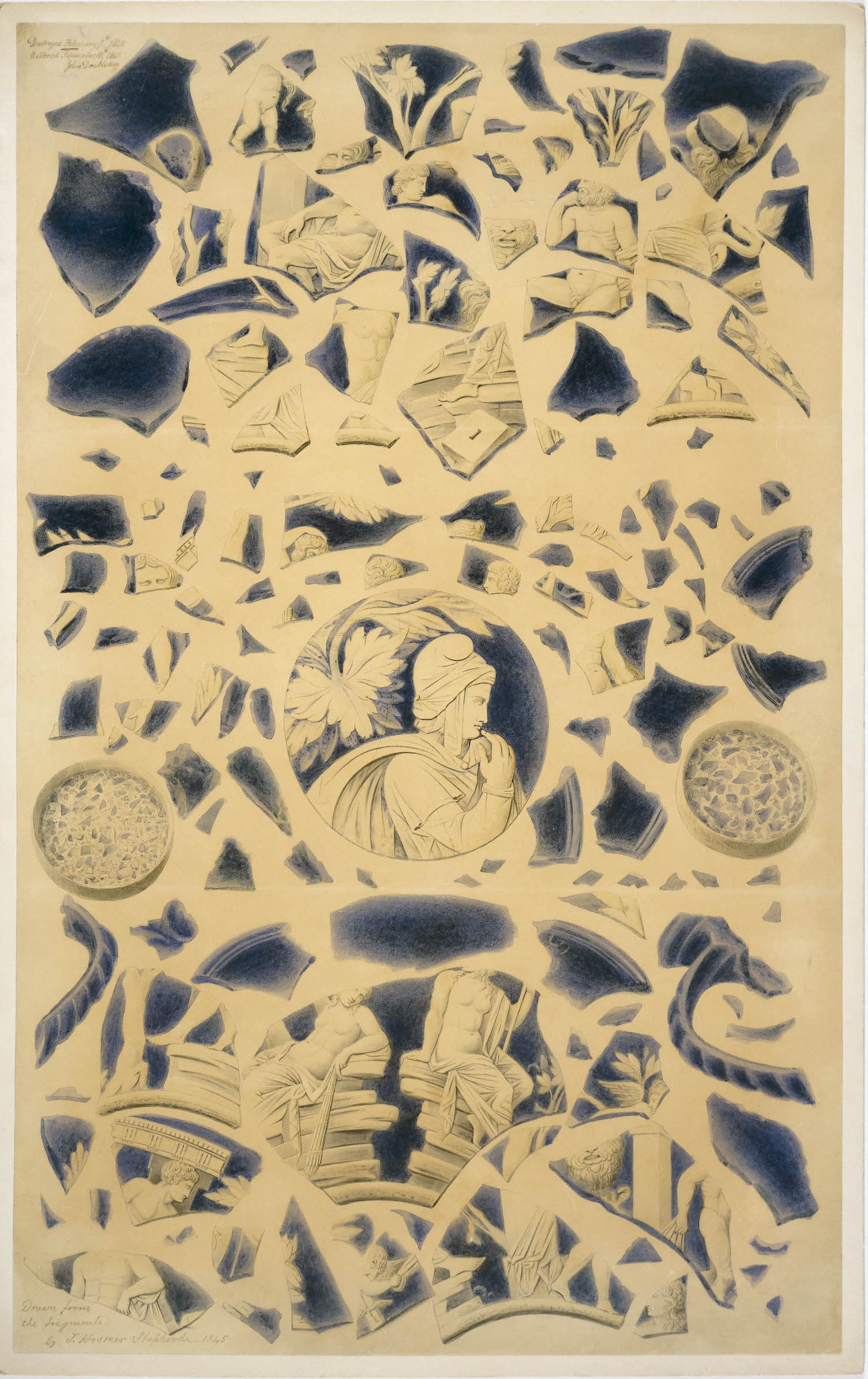
Frammenti di Vaso Portland, acquerello del 1845 di Thomas H. Shepherd.

Il vetro esiste fin dalla XVIII dinastia egizia, poiché il primo esemplare è una perla di vetro datata a quel periodo durante il regno della regina Hatshepsut. Il vetro è molto versatile e ne esistono molti tipi diversi che servono a vari scopi, come vetrate colorate, vetreria da tavolo e persino lastre fotografiche in vetro. Ciò significa che il trattamento di questi oggetti dipende dal loro utilizzo e dalla destinazione originaria. Nel corso dei secoli il vetro consisteva principalmente in recipienti di vetro per bere o mangiare, e poi si è evoluto fino a diventare parte delle chiese e delle abitazioni sotto forma di vetro per finestre. Secondo il Victoria and Albert Museum, la maggior parte del vetro è composta da silice (sabbia), alcali (solitamente soda o potassa), un metallo alcalino terroso (calce) e vetro di scarto. Potrebbero essere aggiunti anche altri materiali, come piombo e bario, per creare un effetto specializzato nel prodotto finito. I metodi di pulizia si sono evoluti dal lavaggio con acqua, all'uso di detergenti chimici speciali realizzati appositamente per il vetro, fino allo smantellamento di un oggetto di vetro di grandi dimensioni, come una finestra, per essere valutato e pulito al microscopio in un laboratorio. Non c'era bisogno di pulire a fondo il vetro finché il vetro non si è evoluto come parte delle case del 20º secolo, e improvvisamente è diventato importante mantenere pulite le finestre di vetro e il comune detergente Windex è entrato in scena negli anni '30. Per gli oggetti in vetro che non siano vetri di finestre, il modo più comune di pulizia è con acqua se l'oggetto in vetro è intatto e non estremamente fragile. Il Victoria and Albert Museum fornisce indicazioni su come procedere con questo metodo di pulizia. I metodi di pulizia possono differire se il vetro è già danneggiato, estremamente sottile, fragile o molto vecchio.

## Agenti di deterioramento
Uno dei modi in cui i conservatori preventivi affrontano la cura delle collezioni materiali è attraverso la valutazione del rischio e delle esigenze in base ai principali agenti di deterioramento. Le migliori pratiche utilizzano il sistema di "evitare, bloccare, rilevare e rispondere" a qualsiasi minaccia. Considerando questi fattori chiave come potenziali problemi con le proprie esigenze, le parti interessate possono fare passi da gigante nella salvaguardia di beni come gli oggetti in vetro: 
Le forze fisiche da considerare nella conservazione preventiva degli oggetti in vetro possono includere: "urto, scossa, vibrazione, pressione, abrasione", e possono riguardare la necessità di mettere in sicurezza sia gli oggetti stessi che l'ambiente in cui risiedono. 
Il fuoco è un mezzo di deterioramento che può avere un impatto sugli oggetti di vetro che varia da un danno potenzialmente minimo a una perdita totale. I problemi legati al fuoco includono combustione, depositi di fuliggine e fusione, deformazione, scolorimento, indebolimento, screpolature e persino frantumazione. I possibili interventi su queste conseguenze includono la creazione e il mantenimento di piani che coprano l'installazione di attrezzature antincendio e la definizione di procedure per le situazioni di emergenza. 
I parassiti, come microrganismi, insetti, roditori, uccelli e pipistrelli, sono agenti di deterioramento non così spesso associati ai problemi che si verificano con gli oggetti in vetro. Tuttavia, possono influenzare gli oggetti di vetro per procura di altri agenti, come la forza fisica, come un uccello che potrebbe volare contro una vetrata, o sostanze inquinanti quando un roditore lascia un sottoprodotto. 
La luce, i raggi ultravioletti e gli infrarossi influiscono sul vetro in modi unici. Mentre la luce visibile può far sbiadire il vetro colorato, la radiazione ultravioletta viene identificata come un’entità non problematica. La radiazione infrarossa non ha un effetto diretto ma può essere causa di riscaldamento e quindi sottoporre il vetro a problemi legati ad una temperatura non corretta. Il modo migliore per proteggere il vetro dalle radiazioni è eliminare al meglio la fonte. Non è sempre pratico tenere un pezzo di vetro fuori dal campo visivo, ma una pianificazione strategica dell’esposizione può ridurne l’impatto. 
Una temperatura errata degli oggetti in vetro può portare a possibili fratture. La stabilizzazione della temperatura può aiutare in modo significativo a impedirne la distruzione.
Un'umidità relativa errata negli oggetti in vetro può causare l'arricciamento o la lacrimazione del vetro. Quando l'umidità relativa è inferiore al 40% possono verificarsi fenomeni di crespo che possono causare crepe sulla superficie. La lacrimazione o la sudorazione del vetro possono verificarsi quando l'umidità relativa è superiore al 55% e perde lucentezza.
Ladri e vandali sono un potenziale problema per qualsiasi oggetto. Poiché gli oggetti in vetro sono generalmente fragili, la loro suscettibilità agli atti vandalici potrebbe essere prevenuta da un piano di cura delle collezioni che richieda che siano fissati a un supporto stabile. In questo caso, la strategia è quella di “proteggere, individuare, rispondere e recuperare” eventuali perdite.
L'acqua in sé non è un pericolo per il vetro stabile, ma nel caso di un pezzo con la "corrosione del vetro" esistente, può accelerare i problemi ad essa associati come il pianto e l'arricciamento come menzionato sopra. In questo caso, il vetro non deve essere conservato in luoghi in cui potrebbe verificarsi il rischio di esposizione all'acqua, ad esempio in prossimità del suolo o vicino a luoghi in cui l'acqua potrebbe accumularsi.
Gli inquinanti presenti nell'aria o nell'atmosfera rappresentano una minaccia minore per il vetro. Tuttavia, gli inquinanti intrinseci potrebbero causare deterioramento o degrado.
La dissociazione è una minaccia per gli oggetti in vetro così come potrebbe esserlo per qualsiasi altro pezzo. Poiché gli oggetti in vetro possono essere sia piccoli che grandi, possono correre un rischio maggiore di essere maneggiati in modo improprio rispetto a qualcosa di più invadente. La dissociazione può causare problemi che vanno dallo smarrimento, al danno, alla perdita totale. Una buona tenuta dei registri è sempre una buona pratica, ma si rivela una delle migliori strategie per affrontare la minaccia della dissociazione.

## Istruzione e formazione

### Stati Uniti
Negli Stati Uniti, il Corning Museum of Glass di New York è il principale istituto per la ricerca sul vetro attraverso il dipartimento di conservazione e la biblioteca. Il dipartimento di conservazione fornisce consulenza sulle migliori pratiche di esposizione, montaggio, illuminazione, conservazione e manipolazione di oggetti in vetro. Inoltre, il museo tiene regolarmente corsi sui principi e sulla pratica della pulizia, cura, conservazione e restauro del vetro storico e archeologico per conservatori. 

### Regno Unito
L'Istituto di Conservazione del Regno Unito lavora per conservare il patrimonio culturale del paese con un gruppo specializzato specificamente nella cura della ceramica e del vetro. Gli eventi ospitati attraverso l'Istituto comprendono convegni e giornate di studio. 
L'Università di York in Inghilterra offre un programma di livello Master in Conservazione del vetro colorato all'interno del Dipartimento di Storia e Arte e in collaborazione con il Dipartimento di Archeologia. 

### Portogallo
Il VICARTE – Vidro e Cerâmica para as Artes (Vetro e ceramica per le arti) è un'unità di ricerca composta dalla Facoltà di Scienze e Tecnologia della Nuova Università di Lisbona e dalla Facoltà di Belle Arti dell'Università di Lisbona che lavora per promuovere ulteriormente la ricerca del vetro e della ceramica. In collaborazione con istituzioni del patrimonio culturale in tutto il paese, offrono un programma di Master in Arte e scienza del vetro e della ceramica con un approccio interdisciplinare ai corsi. 

### Francia
In Francia, l'unica accademia in cui conservatori e curatori possono ricevere una formazione è presso l'Institut national du patrimoine (Istituto nazionale del patrimonio culturale). Viene offerto un programma di formazione quinquennale per aspiranti conservatori che garantisce agli studenti un Master in Conservazione-Restauro, con specialità in terracotta e vetreria.